# 七对子
七对子（另稱小七對、暗七對、嚦咕嚦咕）為麻將的一種特殊胡牌組合，由七雙對子所組成。其與十三幺同為麻將中唯二的無面子特殊牌型（常規牌型均為四面子加一雀頭），故於所有地區中均必然為門前役及單吊聽，亦因此其難度於同番數牌型之中不低。可以和断幺九、混一色、清一色、混老頭等複合，但除非玩家自定義否則不能與門清、不求人、單吊複合，以及即使含有如223344的三雙連續對子，亦不能與一般高複合。
香港麻雀及臺灣麻將中無此組合；廣東麻雀中算7番、國標麻雀算24分。在16張麻雀（如港式台灣麻雀）中需要八雙對子，稱為八對半。日本麻雀算2番（必定單吊）、固定算25符；另有採用50符1翻的計算規則（主要流行於日本關西地區）。由於常常和立直複合，加上如果有裏寶牌的时候一下子可以增加2翻，所以有一定的爆發力。

## 圖例

### 純七對子
聽。

### 複合七對子
聽，與混一色複合。這樣兼有門清、混一色、七對子的牌型，雖然限制了可使用的牌的種類，不過加上立直或者裡寶牌的話，可能達到倍滿。雖然234的部分有一般高的形狀，不會採計。

### 暗槓七對子
於日本以外的地區，若有七對子的話一般承認暗槓可作兩雙對子，故可與綠一色、清老頭等牌型複合；部份規則更視暗槓七對子為分數較高的牌型，如國標麻將中即加算四歸一番種。
不過於日本麻雀中，四張相同牌一律視為槓、不視為對子，明暗亦然，故若手上摸得一副暗槓即無法糊七對子。因此，七對子在日本很難組成超大牌，基本上只能依靠寶牌或是依靠天和、地和、人和來達成役滿，就連能用七對子做成的役滿牌型也僅有字一色一種（即為地方役牌型「大七星」）。
龙七对
听,在四川麻将中,若持有未暗杠的四张相同的牌和4对牌及一个单张组成的牌型，胡牌后称之为龙七对。四张相同的牌组成“龙头”，剩余牌组成“龙身”。分数：龙七对：4番 底分×16；清龙七对（清一色情况下的龙七对）：5番 底分×32